# 魯曾煜
魯曾煜（？—1753年），字啟人，號秋塍，清朝會稽（今浙江紹興）人。

## 生平
生卒年不詳。康熙六十年（1721年）進士，改庶吉士，未授職，歸里養親。雍正九年，編纂《廣東通志》。乾隆初，任敷文書院山長。主講於廣州、汴州、杭州等地書院，終身授徒。乾隆十八年（1753年）癸酉，卒於家。著有《三州诗钞》4卷、《秋塍文钞》12卷等。